# Ibi (Espanha)
Ibi é um município da Espanha na província de Alicante, comunidade autónoma da Comunidade Valenciana. Tem 62,52 km² de área e em 2021 tinha 23 652 habitantes (densidade: 378,3 hab./km²).

## Demografia
| Variação demográfica do município entre 1991 e 2004 | Variação demográfica do município entre 1991 e 2004 | Variação demográfica do município entre 1991 e 2004 | Variação demográfica do município entre 1991 e 2004 |
| --------------------------------------------------- | --------------------------------------------------- | --------------------------------------------------- | --------------------------------------------------- |
| 1991                                                | 1996                                                | 2001                                                | 2004                                                |
| 20685                                               | 21076                                               | 21798                                               | 22967                                               |

## Tradições
No dia 28 de dezembro, Dia dos Santos Inocentes, a cidade transforma-se num enorme palco para uma guerra de farinha. Há 200 anos que os habitantes atiram ovos e farinha uns aos outros uma vez por ano e arrecadam dinheiro para instituições sociais.
A tradição dos "Enfarinhados" simboliza a guerra pela tomada do poder da cidade de Ibi. Nesta autêntica batalha campal, os castigos são pagos com dinheiro que depois reverte para instituições de apoio social.